# Daniela Collu
Daniela Collu (Roma, 23 agosto 1982) è una conduttrice radiofonica, conduttrice televisiva, autrice televisiva e scrittrice italiana, conosciuta su internet anche come Stazzitta, dal nome del suo blog.

## Biografia
Laureata in Storia dell'arte e libraia per 9 anni, nel 2013 partecipa al programma televisivo Aggratis!, condotto da Fabio Canino e Chiara Francini su Rai 2 in qualità di opinionista fissa. Nel 2014 scrive e conduce insieme a Gianluca Neri il programma Share su Rai Radio 2 e torna in televisione al fianco di Mara Maionchi e Davide Camicioli con l'Extrafactor, il talk show di X Factor, in cui racconta le opinioni del web sulla puntata. Nel 2014 e 2015 lavora come autrice per alcuni programmi televisivi, tra cui Grande Fratello. Ritorna a Rai Radio 2 alla conduzione di Bella davvero insieme a Costantino D'Orazio e all'edizione estiva di Decanter insieme a Luisanna Messeri.
Nel 2016 lavora come autrice al programma televisivo Stato civile - L'amore è uguale per tutti, per Rai 3 e PanamaFilm. Nello stesso anno conduce di nuovo Extrafactor e lo Strafactor con Mara Maionchi e Elio, all'interno di X Factor. Dal 2016 è anche opinionista fissa al programma comico di Rai 2 Sbandati. Dal febbraio 2017 conduce The Real insieme a Filippa Lagerbäck, Marisa Passera, Barbara Tabita e Ambra Romani, in onda tutti i giorni su Tv8. Nell'autunno dello stesso anno conduce nuovamente lo Strafactor con Elio, Drusilla Foer e Jake la Furia. Nel 2020 torna a X Factor per la conduzione di Hot Factor, il format che sostituisce l'Extrafactor a fine puntata e raccoglie i commenti "a caldo" dei giudici. Il 5 e il 12 novembre 2020 sostituisce Alessandro Cattelan, positivo al COVID-19, alla conduzione della quattordicesima edizione di X Factor.

## Televisione
- Aggratis! (Rai 2, 2013) opinionista
- Grande Fratello (Canale 5, 2014-2015) autrice
- Extrafactor (Sky Uno, Tv8, 2014, 2016)
- Sbandati (Rai 2, 2016-2017) opinionista
- Stato civile - L'amore è uguale per tutti (Rai 3, 2016-2017) autrice
- The Real (TV8, 2017)
- Strafactor (Sky Uno, TV8, 2017)
- X Factor (Sky Uno, TV8, 2020)
- Hot Factor (Sky Uno, TV8, 2020)
- Ogni 72 Ore (Sky Crime, 2024) - docuserie

Cortometraggio
- Perché no? (2021)

## Radio/Podcast
Radio
- Share (Rai Radio 2, 2014)
- Bella davvero (Rai Radio 2, 2015)
- Decanter (Rai Radio 2, 2015)

Podcast
- Brodo - podcast dei The Pills, episodio 1x08 (2023)
- Rassegna L'école – podcast, episodio "Bello l'amore, ma non ci vivrei" (2023)
- Showtime - podcast di Margherita Vicario, episodio 1x04 (2024)
- Tintoria - podcast di Daniele Tinti e Stefano Rapone, episodio 192 (2024)
- Sigmund – podcast di Daniela Collu per Il Post (2024-in corso)
- Sfide da 90 - Da che parte stai? – podcast di Federico Russo e Daniela Collu per One Podcast, Sky Italia e Radio Deejay (2024-in corso)
- Ogni 72 Ore – podcast di Daniela Collu per Sky Crime (2024-in corso)
- De Core - Podcast - podcast di Alessandro Pieravanti e Danilo da Fiumicino, episodio 79 (2025)
- More Touchy Show – podcast di Tahir e Ravide, episodio 68 (2025)
- Tutte le Volte Che – podcast di Camilla (Camihawke) e Alice Venturi (Alicelikeaudrey), episodio 3x14 "Parlare di amore" (2025)

## Audiolibri
- Volevo solo camminare, dall'autobiografia di Daniela Collu, per la casa editrice Vallardi (2020)
- Un minuto d'arte dal libro di Daniela Collu, per la casa editrice Vallardi (2021)
- Bello l'amore, ma non ci vivrei dal libro di Daniela Collu, per la casa editrice Mondadori Electa (2023)

## Opere
- Volevo solo camminare. Un passo alla volta sul Cammino di Santiago alla scoperta di un mondo che non immaginavi, Vallardi, 2019, ISBN 978-88-6987-949-4.
- Un minuto d'arte. 60 capolavori per riscoprire il piacere dell'arte senza filtri, senza soggezione, e con uno sguardo libero. Il tuo, Vallardi, 2020, ISBN 978-88-550-5303-7.
- Perché no? Il libro delle domande...che con le risposte sono tutti bravi, Mondadori Electa, 2021, ISBN 978-88-918-3320-4.
- Bello l'amore, ma non ci vivrei. Un libro a cuore aperto, Mondadori Electa, 2022, ISBN 978-88-918-3615-1.